# Voat
Voat – amerykański serwis społecznościowy działający w oparciu o treści generowane przez użytkowników. Jego ideą jest możliwość udostępniania linków do przeróżnych informacji i prowadzenia dyskusji na rozmaite tematy. Pod względem funkcjonalności i interfejsu przypomina serwis Reddit. Został uruchomiony w kwietniu 2014.
W ciągu miesiąca witryna generuje około dwa miliony odsłon (stan na 2020 rok). Serwis był notowany w rankingu Alexa globalnie na miejscu: 17 274 (czerwiec 2020), w Stanach Zjednoczonych: 5515 (czerwiec 2020).
Serwis został opisany przez szereg źródeł medialnych (m.in. „Quartz”, „The New York Times”, „New York”, „Wired”) jako skupiający przedstawicieli ruchu alt-right.